# Primi Visconti
Pour les articles homonymes, voir Visconti.
Jean-Baptiste Primi Visconti Fassola de Rasa, comte de Saint-Mayol, dit « Primi Visconti », né le 22 septembre 1648 à Varallo Sesia, au Piémont, et mort le 4 décembre 1713 à Paris, est un écrivain italien du XVIIe siècle, chroniqueur et historien de la vie à la cour du roi de France.

## Biographie
Giovanni Battista Feliciano Fassola di Rassa Comte di san Maiolo, fils de Giacomo Fassola di Rassa et de Maria Marta, naît à Varallo (Valsesia) (Italie) le 22 septembre 1648 et est baptisé le 25.
Gentilhomme piémontais, Primi Visconti avait d'abord écrit plusieurs ouvrages et reçu la tonsure avant de quitter Varallo à la fin de 1672 et d'arriver au palais du Louvre en 1673. Il en devint l'un des chroniqueurs pendant près de dix ans et consigna ses observations dans un ouvrage intitulé Mémoires sur la cour de Louis XIV, 1673-1681. Ce livre fut traduit et publié en français pour la première fois en 1908 par Jean Lemoine.

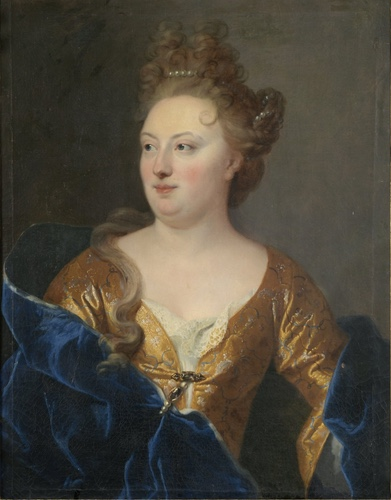
Portrait de son épouse, née Marguerite Léonard.

Témoin de la vie à la cour de Louis XIV, il côtoya Turenne, Colbert et Louvois, suivit la guerre de Hollande et l'Affaire des poisons, séjourna quelques mois à la Bastille en 1682 à cause de la publication de son Histoire de la guerre de Hollande, puis retourna en Piémont, où il devint régent général de la vallée de la Sesia (1683-1684), qui jouissait d'une autonomie relative sous l'autorité du duché de Milan dirigé par les Espagnols. Accusé de défendre les intérêts de la France, Fassola dut s'enfuir et revint à Paris, où il épousa une riche veuve, Marguerite, fille de l'imprimeur Frédéric Léonard, et où il passa ses dernières années.
Mort à Paris le 4 décembre 1713, en sa maison de la rue des Noyers (aujourd'hui boulevard Saint-Germain) dans la paroisse Saint-Benoît, Primi Visconti fut inhumé le lendemain en l'église d'Évry (Essonne), village où il possédait une maison de campagne.[réf. nécessaire]

## Œuvres
- Mémoires sur la cour de Louis XIV, 1673-1681, introduction et notes de Jean-François Solnon, Perrin (collection Tempus), 1988,  (ISBN 978-2262050962)